# Mizrahisk jødedom
Mizrahisk jødedom er en fælles betegnelse for de traditioner af jødedommen, som stammer fra Mellemøsten, med hovedvægt på området fra Egypten til Irak og Den arabiske halvø. Man inkluderer også ofte persisk jødedom under samlebetegnelsen mizrahisk jødedom, selv om denne traditionen har tydelig selvstændige træk. Rituelt set har mizrahisk jødedom fælles træk med både sefardisk jødedom og askenazisk jødedom, men bliver ofte set i sammenhæng med sefardisk jødedom på grund af den stærke påvirkning fra denne siden senmiddelalderen. I snæver forstand inkluderer mizrahisk jødedom ikke den yemenitiske jødedom og de lokale indiske traditioner blandt Bene Israel i Mumbai-området og cochin-jøder i den indiske delstat Kerala.
Den mizrahiske jødedommen i snæver forstand følger den rituelle tradition "‘edót hammizráh".